# 宮本大輔 (陸上選手)
宮本 大輔（みやもと だいすけ、1999年4月17日 - ）は、山口県出身の陸上競技選手。専門は短距離走。100mの自己ベストは高校歴代6位タイの10秒23(+0.6)。

## 経歴

### 高校時代まで
小学4年生の秋から陸上競技を始め、小学6年生の時には100mで12秒00の県小学新記録を樹立した。小学校卒業後は地元周南市にある周南市立周陽中学校に入学し、陸上競技部に入部した。中学1年次に100mで中1歴代4位となる11秒28、中学2年次に中2歴代最高となる10秒75、中学3年次には日本中学記録（当時）となる10秒56をマークした。翌年には桐生祥秀を追うように洛南高等学校へ進学した。
高校1年次には10秒49（高1歴代6位）をマークし、その年のインターハイ100mでは決勝に進出。また、世界ユース陸上カリ大会に100mで出場し、初めての日本代表となり、決勝に進出した。結果は8位入賞だった。
高校2年次は100mの自己ベストを10秒31（高2歴代6位）まで伸ばし、その年のインターハイ・国体・日本ユースの100mで優勝し三冠を達成した。翌年の京都インターハイ決勝では高校歴代6位タイとなる10秒23を叩き出し、その年も100mで三冠を達成した。

### 大学時代
2018年、東洋大学に進学した。同年の7月11日にフィンランドのタンペレで行われた第17回U20世界陸上競技選手権大会に100mと4×100mRに出場し、100mは10秒43（+1.2）で8位入賞。2走を務めた4×100mRは、39秒23で4位入賞した。
2019年5月24日に相模原市のギオンスタジアムで行われた関東学生対校選手権で追い風4.3mの追い風参考記録ながらも10秒02で去年に続く2連覇をした。同年7月にナポリで行われたナポリユニバーシアードに出場し、100mでは10秒43で7位入賞、4×100mRでは1走を務め、38秒92での金メダル獲得に貢献した。
地元・山口県に恩返しをしたいとの思いから、大学卒業後は山口フィナンシャルグループに入社。関東で銀行員として勤務しながら埼玉県川越市にある東洋大学川越キャンパスの陸上競技場を利用して練習を続ける。

## 自己ベスト
| 種目 | 記録   | 風速 | 年月日        | 開催場所       | 備考                             |
| ---- | ------ | ---- | ------------- | -------------- | -------------------------------- |
| 60m  | 6秒70  |      | 2020年2月2日  | 日本 大阪市    |                                  |
| 100m | 10秒23 | +0.6 | 2017年6月16日 |                | 高校歴代6位、ジュニア日本歴代7位 |
| 200m | 20秒87 | +2.0 | 2019年3月23日 | オーストラリア |                                  |

## 主な戦績

### 2017年
- 全国高校総体 陸上競技男子100m 優勝（2連覇）200m 4位
- 国民体育大会少年男子A 100m 優勝（2連覇）

### 2018年
- 出雲陸上競技大会100m　2位
- 関東学生陸上競技対校選手権大会100m　優勝
- アジアジュニア陸上競技選手権大会100m　2位